# UNIVAC高速プリンタ
UNIVAC高速プリンタ（UNIVAC_High_speed_printer）は、1953年にRemington Rand社がUnivac用に発売した高速プリンタ。
UNISERVOテープ・ドライブを使用してUNIVACの金属磁気テープを読み取り、毎分600行でデータを印刷し、各行は等幅フォントで130文字を印字できた。